# Глинники (Конаковский район)
Гли́нники — деревня в Конаковском районе Тверской области. Входит в состав Юрьево-Девичьевского сельского поселения.

## География
Находится в юго-восточной части Тверской области на расстоянии приблизительно 4 км на север-северо-запад от центра города Конаково на левом берегу Волги.

## История
Известна была с 1540-х годов. В XVIII веке принадлежала хозяйству тверского архиерея. В 1859 году учтено было 46 дворов, в 1900 — 54. В период коллективизации был создан колхоз «Завет Ильича». В 1936 года деревня была перенесена на новое место в связи с образованием Иваньковского водохранилища. Ныне имеет дачный характер.

## Население
Численность населения: 389 человек (1851 год), 301 (1900), 22 (русские 100 %)в 2002 году, 9 в 2010.